# Гезер Ленгенкемп
Гезер Ленгенкемп (англ. Heather Langenkamp; 17 липня 1964) — американська акторка та візажистка.

## Біографія
Гезер Ленгенкемп народилася 17 липня 1964 року в місті Талса, штат Оклахома. Батьки Мері Еліс Маєрс — художниця та Роберт Добі Ленгенкемп — нафтовий магнат, який обіймав посаду помічника секретаря міністра енергетики в адміністраціях президентів Джиммі Картера і Білла Клінтона. Брати Деніел і Метью, сестра Люсі. Навчалася в середній школі Holland Hall School в Талсі, потім у Національній кафедралій школі для дівчаток, у місті Вашингтон. Закінчила Стенфордський університет зі ступенем бакалавра англійської мови у 1986 році.

## Кар'єра
Першу епізодичну роль Гезер Ленгенкемп зіграла у фільмі Френсіса Форда Копполи «Ізгої» (1983), який знімався в її рідному місті Талсі. Під час навчання в Стенфордському університеті, режисер Вес Крейвен запросив її на роль Ненсі Томпсон у фільмі «Кошмар на вулиці В'язів» (1984). У 1985 році вона здобула звання «найкраща акторка» на фестивалі в місті Авор'я за виконання цієї ролі. Гезер також знялася у двох фільмах серії — «Кошмар на вулиці В'язів 3: Воїни сну» (1987) і «Кошмар на вулиці В'язів 7: Новий кошмар» (1994), зігравши в останньому фільмі камео. Грала Мері Лаббок в телесеріалі «10 з нас» (1988—1990).
Лангенкемп з другим чоловіком працюють у власній фірмі «AFX Studio» зі створення спеціального гриму. Серед кінострічок, у яких була задіяна їх сімейна компанія, такі як «Брюс Всемогутній» (2003), «Світанок мерців» (2004), «Нокдаун» (2005), «Еван Всемогутній» (2007). Вона також була виконавчою продюсеркою документальних фільмів «Більше ніколи не спи: Спадщина вулиці В'язів» (2010) і «Я — Ненсі» (2011).

## Особисте життя
Гезер Ленгенкемп була одружена з Аланом Паскуа з 16 березня 1985 по 1987 рік. З 1990 року одружена з Девідом Лероєм Андерсоном, народила двох дітей: син Девід Аттікус (1991) та донька Ізабель Єва (1994).

## Фільмографія

### Акторка
| Рік       |    | Українська назва                        | Оригінальна назва                           | Роль               |
| --------- | -- | --------------------------------------- | ------------------------------------------- | ------------------ |
| 1983      | ф  | Ізгої                                   | The Outsiders                               |                    |
| 1984      | ф  | Нікелева гора                           | Nickel Mountain                             | Каллі Веллс        |
| 1984      | ф  | Кошмар на вулиці В'язів                 | A Nightmare on Elm Street                   | Ненсі Томпсон      |
| 1984      | тф | Пристрасті                              | Passions                                    | Бет                |
| 1985      | тф |                                         | Suburban Beat                               | Гоуп Шерман        |
| 1985      | кф | ZZ Top: Sleeping Bag                    | ZZ Top: Sleeping Bag                        | спляча дівчина     |
| 1986      | с  | CBS Особливі шкільні канікули           | CBS Schoolbreak Special                     | Еріка              |
| 1986      | с  | ABC Спеціально після школи              | ABC Afterschool Specials                    | Паула Фінкл        |
| 1986      | с  | Серце міста                             | Heart of the City                           | Одрі               |
| 1987      | с  | Нові пригоди Бінса Бакстера             | The New Adventures of Beans Baxter          | Трейсі             |
| 1987      | с  | Готель                                  | Hotel                                       | Моніка             |
| 1987      | ф  | Кошмар на вулиці В'язів 3: Воїни сну    | A Nightmare on Elm Street 3: Dream Warriors | Ненсі Томпсон      |
| 1988—1990 | с  | 10 з нас                                | Just the Ten of Us                          | Марі Лаббок        |
| 1988—1990 | с  | Проблеми зростання                      | Growing Pains                               | Емі Бутільє / Марі |
| 1989      | ф  | Електрошок                              | Shocker                                     | жертва             |
| 1994      | тф | Тоня і Ненсі                            | Tonya & Nancy: The Inside Story             | Ненсі Керріган     |
| 1994      | ф  | Кошмар на вулиці В'язів 7: Новий кошмар | New Nightmare                               | Гезер Ленгенкемп   |
| 1995      | ф  | Руйнівниця                              | The Demolitionist                           | Крісті Каррузерс   |
| 1997      | с  | Примхи науки                            | Perversions of Science                      | Лу Енн Соломон     |
| 1999      | с  | Партнери                                | Partners                                    | Сюзанна            |
| 1999      | в  | Збіглий розум                           | Fugitive Mind                               | Сюзанна Гікс       |
| 2000      | с  | 18 коліс правосуддя                     | 18 Wheels of Justice                        | офіціантка         |
| 2002      | с  | Військово-юридична служба               | JAG                                         | Джанет Томпсон     |
| 2007      | ф  | Парі                                    | The Bet                                     | Гезер Ленгенкемп   |
| 2012      | ф  | Кімната метеликів                       | The Butterfly Room                          | Дороті             |
| 2013      | ф  | Стартрек: Відплата                      | Star Trek Into Darkness                     | Мото               |
| 2014      | с  | Американська історія жахів              | American Horror Story                       | турист             |
| 2015      | ф  | Дім                                     | Home                                        | Гезер              |
| 2015      | ф  |                                         | Getting the Kinks Out                       | Естер              |
| 2024      | ф  | Життя Чака                              | The Life of Chuck                           | Вера               |

### Візажистка, продюсерка, режисерка
| Рік  |     | Українська назва                             | Оригінальна назва                        | Роль                 |
| ---- | --- | -------------------------------------------- | ---------------------------------------- | -------------------- |
| 2004 | ф   | Світанок мерців                              | Dawn of the Dead                         | виробництво протезів |
| 2005 | ф   | Нокдаун                                      | Cinderella Man                           | візажистка           |
| 2007 | ф   | Еван Всемогутній                             | Evan Almighty                            | візажистка           |
| 2008 | ф   | Витівка                                      | Prank                                    | режисерка            |
| 2010 | док | Більше ніколи не спи: Спадщина вулиці В'язів | Never Sleep Again: The Elm Street Legacy | виконавча продюсерка |
| 2011 | док | Я — Ненсі                                    | I Am Nancy                               | продюсерка           |
| 2012 | ф   | Хижа у лісі                                  | The Cabin in the Woods                   | візажистка           |